# Nymphes modesta
Nymphes modesta är en insektsart som beskrevs av Gerstaecker 1885. Nymphes modesta ingår i släktet Nymphes och familjen Nymphidae. Inga underarter finns listade i Catalogue of Life.